# Ukkie
Ukkie is een Nederlandse stripreeks van Fred Julsing.

## Inhoud
Ukkie is een meisje dat bij haar ouders woont. In de strips ziet Ukkie haar kleuterleven en -zorgen vanuit een volwassen perspectief, wat vaak voor komische taferelen en verwoordingen zorgt. Ze heeft een vriendje, Rambo, dat even oud is als zij. Verder heeft ze een bijzondere band met de hond Loebas en de kat Minoes.
Toen Margriet klachten kreeg over het feit dat Ukkie in de eerste strips voortdurend een plasje onder zich had, was dit voor Julsing het teken dat het tijd werd om Ukkie te laten doorgroeien in de strip. Uiteindelijk groeide Ukkie van peuter naar kleuter. Zo is Ukkie ongeveer zes jaar oud geworden.

## Publicatiegeschiedenis
De strip werd van 1983 tot 1990 gepubliceerd in het weekblad  Margriet. In 1991 besloot Margriet echter de succesvolle samenwerking op te zeggen, omdat ze de tijd rijp vonden voor een andere strip. Ukkie werd vervangen door Vijftien en een ½ van Andrea Kruis.

## Albums

### Hoofdreeks
Onderstaande albums verschenen bij Uitgeverij Oberon.
1. Ukkie's eerste album (1985)
2. Ukkie, beresterk! (1986)
3. Het volle leven! (1987)
4. Leve de vrijheid! (1988)
5. Hoom swiet hoom! (1992)

### Reclame-uitgaven
Onderstaande boekjes werden uitgegeven door Natudis.
- Aan de lijn! (1998)
- De schat van Tararaboemdiejee (1998)

## Merchandising
Ukkie was ook de mascotte voor een productlijn bestaande uit verscheidene voedingsproducten in de jaren 90. Dit waren zoetwaren, met een gezonde inslag, gericht op kinderen, zoals lolly's, pindakaas, chocopasta, honing, diksap, enzovoort. Op het hoogtepunt waren er zo'n 20 verschillende producten. Aanvankelijk werden deze producten breed gedistribueerd, tegenwoordig zijn, enkele van de producten, alleen nog te krijgen in natuurvoedingswinkels.